# Zec de la Rivière-Madeleine
Pour les articles homonymes, voir Madeleine et Rivière Madeleine.
La Zec de la Rivière-Madeleine est une zone d'exploitation contrôlée située dans le territoire non organisé du Mont-Albert, dans la municipalité régionale de comté de La Haute-Gaspésie, dans la région administrative Gaspésie-Îles-de-la-Madeleine, Québec, au Canada. La principale vocation de la zec est la pêche au saumon. Depuis 1992, la Corporation de développement de la rivière Madeleine administre cette zec à saumon.

## Géographie
La rivière Madeleine s'avère une des plus importantes rivières de la côte nord de la Gaspésie. Elle prend sa source au pied du "mont de la Table", dans le parc de conservation de la Gaspésie. En descendant les montagnes, la rivière serpente vers le nord sur une distance d'environ 120 km pour se déverser dans le golfe du Saint-Laurent, à la hauteur de la municipalité de Sainte-Madeleine-de-la-Rivière-Madeleine.
Routes d'accès à la zec
1. Route d'accès au Grand-Sault (passe migratoire). À partir d'une intersection de la route 132 au village de la municipalité de Sainte-Madeleine-de-la-Rivière-Madeleine, les visiteurs peuvent atteindre la passe migratoire en empruntant la route remontant la rivière (direction sud), soit la même qu'empruntait la compagnie forestière Domtar. D'une longueur de 10 km, cette route est étroite et sinueuse.
2. Route d'accès par la route de Grande-Vallée vers Murdochville. Cette route est la plus carrossable pour accéder à la zec. Elle longe la rivière Madeleine à la hauteur du "lac de la Ferme" jusqu'au « rapide Blanc ». De la route, on compte quelques accès (sentiers) à la rivière. Du "lac de la Ferme" vers le ruisseau Bélanger, les visiteurs se rendent à la rivière en canot.
3. Accès à la partie amont du « rapide Blanc » par la route du "lac du Diable". Cette route carrossable croise la route 132, à environ 2 km à l'ouest de Sainte-Madeleine-de-la-Rivière-Madeleine (désigné populairement « Madeleine-Centre »). Cette route prend la direction sud pour atteindre les secteurs 3, 4 et 5 de la rivière Madeleine[3].

## Pêche au saumon
La rivière Madeleine comporte 74 fosses à saumon qui sont réparties sur environ 120 kilomètres de rivière. Cette rivière bénéficie de remontées de saumons importantes durant toute la saison de pêche.
Jadis, une chute, désignée le « Grand-Sault », d’une hauteur de 25 mètres, empêchait les saumons de monter plus haut dans la rivière. En 1968, le gouvernement du Québec a fait construire la plus longue passe migratoire souterraine au monde, afin d'amener les saumons à contourner cet obstacle naturel. Cette passe comporte un tunnel de 140 mètres de longueur, spécialement aménagée dans le roc de la montagne. Grâce à cette passe, les saumons franchissent cette chute pour aller frayer en amont dans les fosses de rivière. Une douzaine de ces fosses sont contingentées, les autres ont un accès libre pour la pêche sportive.
Toutes les fosses sont facilement accessibles par des routes forestières ou à pied. Environ 80% des fosses permettent la pêche à gué. Grâce au fond de rivière en gravier, comportant des cailloux et des galets, l'eau reste limpide toute la saison, générant ainsi des conditions favorables à la pêche.
Outre le saumon, seulement trois espèces de poissons fréquentent la rivière Madeleine: l'omble de fontaine, du chabot visqueux et de l'anguille d'Amérique. Un tirage présaison et des tirages 48 heures à l'avance pour la pêche au saumon s'appliquent pour certains secteurs contingentés.

## Histoire
L'acte de concession de la seigneurie de la Rivière-de-la-Madeleine, paraphé le 30 mai 1679, octroyait à Antoine Caddé un territoire qui s'étendait en largeur sur un quart de lieue de part et d'autre « de la rivière de la Magdelaine » et sur 2 lieues de profondeur. Dans le Bas-Canada, le système seigneurial s'est terminé en 1854. 
En 1925, la Brown Corporation acquiert le territoire de cette ancienne seigneurie. Cette société développa la pêche sportive sur la rivière au bénéfice de ses employés, ses dirigeants et ses clients. En 1963, la compagnie Domtar rachète ce territoire afin d'en faire bénéficier une centaine d'invités par année. Seule la partie inférieure de la rivière, en aval de la chute du Grand-Sault, était alors en exploitation pour la pêche sportive au saumon. À l'époque, les captures se limitaient entre 60 et 300 saumons par année. 
Dans le cadre du développement de la ressource saumon, le ministère du Tourisme, de la Chasse et de la Pêche du Gouvernement du Québec a fait construire en 1968, une passe migratoire afin que les saumons puissent contourner le Grand-Sault pour migrer plus haut dans la rivière. En 1984, la pêche sportive est autorisée sur ce nouveau territoire devenu accessible au saumon. Cette même année, le ministère a recensé 466 saumons qui ont franchi la passe migratoire. Depuis 1987, grâce à un programme d'ensemencement soutenu, les montaisons de saumon ont atteint une moyenne de 1 358 saumons par année.
Fondée en 1991, la Corporation de développement de la rivière Madeleine, déploya beaucoup d'initiatives pour mieux encadrer l'exploitation d'un segment de rivière où les activités de la pêche sportive étaient sans contrôle, hormis la surveillance des agents de conservation de la faune.
En 1992, l'administration de la nouvelle zec a été confiée à la Corporation de développement de la rivière Madeleine. La Société de gestion de la rivière Madeleine administre présentement cette zec à saumon.

## Toponymie
Selon la Commission de toponymie du Québec, le toponyme « Madeleine » s'applique aussi à une douzaine d'entités géographiques de cette région gaspésienne. Depuis 1679, plusieurs variantes ont été utilisées tels: Maddalen, Magdeleine, Magdelaine et Madelaine. L'origine de ce toponyme reste inconnu. Variante: Grande rivière Madeleine.
Le toponyme Zec de la rivière-Madeleine a été officialisé le 5 mars 1993 à la Banque des noms de lieux de la Commission de toponymie du Québec.